# Llandegla
Llandegla (Llandegla-yn-Iâl en gallois) est un village du comté de Denbighshire (pays de Galles). Lors du recensement de 2011, la communauté comptait 567 habitants.

## Toponymie
Le nom du village provient du gallois et signifie la "Paroisse de Sainte Tecla", honorant ainsi la sainte patronne de l'église paroissiale. Celle-ci était très probablement à l'origine dédié à une vierge galloise nommée Tegla Forwyn ("Thecla la Vierge") - et non à la plus célèbre Thècle qui est connue sous le nom de "Tecla" dans plusieurs langues romanes. Cependant, la sainte galloise est obscure et peu connue et la fête patronale de Llandegla a lieu le jour de la fête de la sainte sainte étrangère depuis au moins le début du XXe siècle.

## Géographie
Llandegla est situé à 253 mètres au-dessus du niveau de la mer dans la haute vallée de la rivière Alyn (en), juste à côté de la route A525 entre Ruthin et Wrexham. Les limites de la communauté comprennent à la fois le village de Llandegla lui-même et le village voisin de Pen-y-stryt. La limite du village comprend notamment la forêt de Llandegla, ou Coed Llandegla, un célèbre centre de VTT, qui attire des dizaines de milliers de visiteurs chaque année. À l'est s'élève le ruisseau Nant-y-Ffrith (en).

## Histoire
L'église Sainte Tecla fut probablement fondée au début du Moyen Âge et a été enregistrée au XIIIe siècle comme une chapelle de l'abbaye de Valle Crucis. La plus grande partie du bâtiment a cependant été fortement reconstruit en 1866, probablement selon une conception de John Gibson.
Le village était situé sur l'une des principales routes de conducteurs de bétail de la côte nord-ouest du Pays de Galles aux marchés d'Angleterre, et le commerce du bétail était au cœur de son économie. Thomas Pennant a écrit qu'il était "remarqué pour ses vastes foires de bétail noir", et qu'il y avait autrefois plusieurs auberges dans le village pour accueillir les bouviers et les marchands de bétail. George Borrow, dans son récit de voyage Wild Wales, a enregistré une rencontre avec un marchand de porcs sur la route au-dessus d'Eglwyseg (en) emmenant un grand troupeau de porcs à travers la montagne de "Llandeglo" vers Wrexham.
Alors que le commerce de conduite du bétail diminuait à la fin du XIXe siècle en raison de la construction des chemins de fer, de nombreux habitants de Llandegla commencèrent à travailler dans les carrières.

## Traditions locales

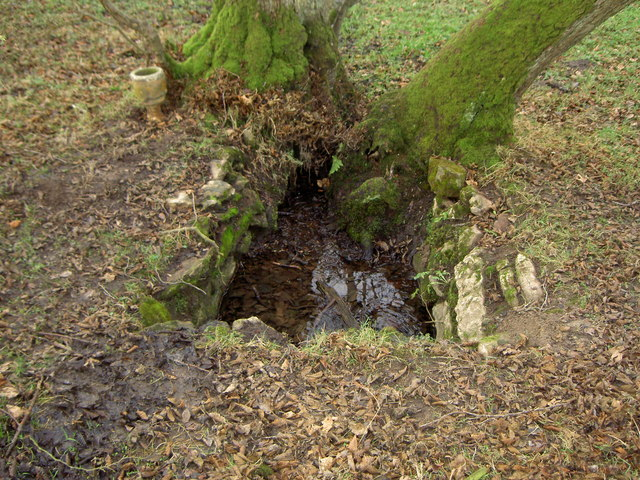
Le puits de St Tecla. Son utilisation a été découragée par l'église après le XIXe siècle.

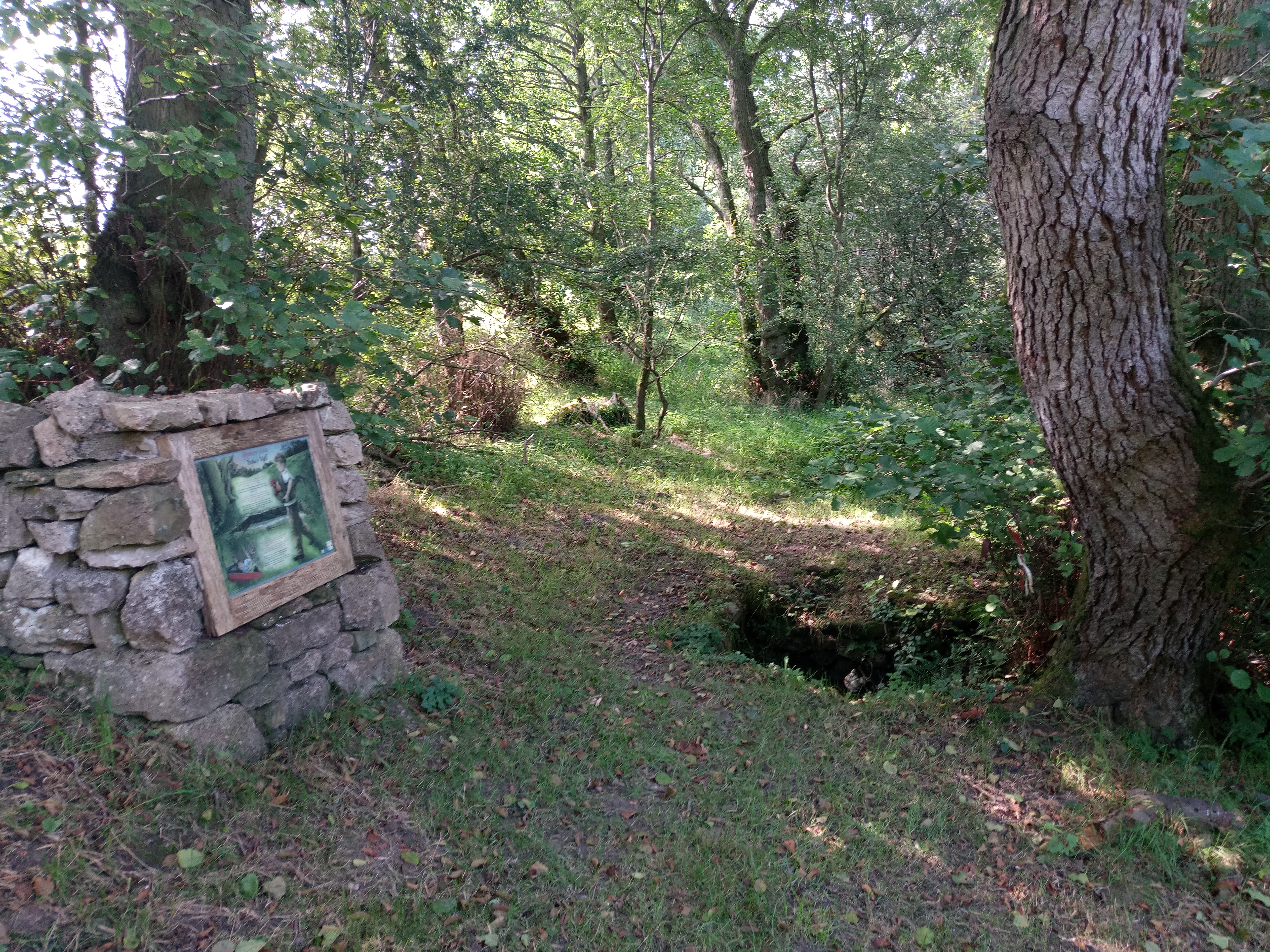
Le puits de St Tecla et son panneau d'information.

Thomas Pennant a enregistré une ancienne tradition liée au puits de St Tecla, une source située dans un champ, près de l'église. Les personnes atteintes de ce que l'on appelait Clwyf Tecla, "maladie de St Tecla", se lavaient dans le puits après le coucher du soleil et en faisait le tour trois fois, laissant une offrande de quatre pence et passant ensuite la nuit dans l'église.
Le folkloriste du XIXe siècle Elias Owen (en) a enregistré une histoire sur un "méchant fantôme" qui hantait le presbytère de Llandegla et a finalement été exorcisé par un homme nommé Griffiths de Graianrhyd (en). L'esprit aurait été enterré dans une boîte sous une grosse pierre dans la rivière Alyn près du pont de Llandegla.
Le village organise un festival annuel Summer Fate, qui implique la culture de légumes et des concours d'art, ainsi que des courses sportives pour les enfants locaux.

## Personnalités
- Ehedydd Iâl (cy) (né William Jones) (1815-1899), poète
- Edward Tegla Davies (1880-1967), écrivain de langue galloise, l'auteur de plusieurs livres en gallois et l'un des auteurs gallois les plus populaires de son époque, y est né.